# Gert Bahner
Gert Bahner (* 26. März 1930 in Neuwiese; † 9. Dezember 2019 in Leipzig) war ein deutscher Dirigent, Generalmusikdirektor, Operndirektor und Hochschulprofessor. Ab 1980 war er Direktor des Opernhauses Leipzig.

## Leben
Bahner stammte aus der Neuwieser Schlosserfamilie von Kurt und Martha Bahner und hatte ab dem achten Lebensjahr Klavierunterricht. Er besuchte das Gymnasium in Lichtenstein/Sa., wo er das Abitur ablegte. 1949 ging er als Student an die Musikhochschule Leipzig, die er bis 1954 besuchte.
Mit Abschluss der Dirigentenklasse 1954 erhielt er noch im gleichen Jahr an der damals von Walter Felsenstein geleiteten Komischen Oper in Berlin eine Stelle als Solo-Repetitor. 1958 wechselte Bahner als junger Dirigent an das Hans-Otto-Theater nach Potsdam, wo er zum musikalischen Oberleiter und später zum Musikdirektor ernannt wurde. 1962 erfolgte seine Berufung als Generalmusikdirektor an die Städtischen Bühnen im damaligen Karl-Marx-Stadt (Chemnitz), heute Theater Chemnitz; dort leitete er bis 1965 das Orchester des Opernhauses (heute Robert-Schumann-Philharmonie). Danach wurde ihm die Stelle des Ersten Kapellmeisters an der Komischen Oper in Berlin übertragen; 1968 wurde er auch dort zum Generalmusikdirektor, nach wie vor unter der künstlerischen Leitung Walter Felsensteins, ernannt. Unter seiner Leitung des Orchesters der Komischen Oper Berlin fanden mehrere Uraufführungen statt, so 1971 das Klavierkonzert von Siegfried Matthus und 1972 das Klarinettenkonzert von Manfred Schubert; Bahner trat mit dem Orchester der Komischen Oper auch mit Solisten wie Igor Oistrach auf.
1974 wechselte Bahner als Generalmusikdirektor an das Opernhaus Leipzig; 1976 übernahm er die Leitung des dortigen Opernensembles und 1980 die Direktion der Oper in Leipzig.
Als Gastdirigent war Gert Bahner u. a. beim Rundfunk-Sinfonieorchester Berlin an der Deutschen Staatsoper Berlin, der Deutschen Oper Berlin, in der Sowjetunion, der ČSSR, in Kuba, Polen, Jugoslawien, Holland, Österreich und Schweden tätig.
Enge Verbindungen pflegte Bahner mit den Regisseuren Walter Felsenstein, Götz Friedrich und Joachim Herz, die er alle an der Komischen Oper Berlin kennengelernt hatte. Bahner leitete Herz's damals neuartige Inszenierung von Richard Wagners Ring (1974–1976) an der Oper Leipzig. Außerdem arbeitete er in Chemnitz über mehrere Spielzeiten mit Harry Kupfer zusammen, der dort Oberspielleiter war.
Von 1976 bis 1979 unterrichtete Bahner an der Musikhochschule Leipzig, später hatte er bis 1995 eine Professur für Opernleitung (musikalische Leitung der Opernschule) an der Hochschule für Musik „Hanns Eisler“ in Berlin inne. Nach seiner dortigen Emeritierung übernahm er eine Dirigierklasse wiederum an der Musikhochschule Leipzig, die er bis 2004 leitete.
Schallplatten-Aufnahmen spielte Bahner für das Label Eterna, heute Berlin Classics, und Nova Stereo ein. Opernaufführungen der Leipziger Oper wurden auch für das Fernsehen der DDR aufgezeichnet.

## Ehrungen
- 1960 Theodor-Fontane-Preis
- 1971 Kunstpreis der DDR
- 1976 Kunstpreis der Stadt Leipzig[13]